# Christine Lagarde
Christine Madeleine Odette Lagarde, coneguda simplement com a Christine Lagarde   (9è districte de París, 1 de gener de 1956), és una política i advocada francesa, que ha estat directora gerent del Fons Monetari Internacional (FMI) des del 5 de juliol de 2011 fins a 2019, i presidenta del Banc Central Europeu des de 2019. Anteriorment havia estat ministra d'Afers Econòmics, Finances i Indústria, ministra d'Agricultura i Pesca i ministra de Comerç en el governs de Dominique de Villepin i Nicolas Sarkozy. Lagarde és la primera dona a convertir-se en ministra d'Afers Econòmics d'una economia del G-8.
Després dels estudis secundaris, estudià a la Universitat de Bethesda (Maryland), on obtingué un diploma en dret social. En tornar a França, es diplomà en anglès i en dret social a la Universitat de París X-Nanterre. L'any 1981 s'integrà a la delegació francesa del bufet internacional Baker & McKenzie. La seva activitat política s'inicià el 1995.
Destacada advocada, Lagarde va fer història com la primera dona presidenta de la firma internacional d'advocats Baker & McKenzie que assessora grans empreses. El 16 de novembre de 2009, el «Financial Times» la va classificar com la millor ministra de finances de la zona euro per la seva actuació d'acord amb les polítiques econòmiques que defensa aquest diari. I, al 2009, Lagarde va ser classificada com la 17a dona més poderosa del món per la revista Forbes.
El 25 de maig de 2011, Christine Lagarde va anunciar oficialment la seva candidatura com a cap del Fons Monetari Internacional (FMI) per a reemplaçar Dominique Strauss-Kahn, que hi va renunciar després de ser acusat d'agressió sexual. Ella seria la primera dona a dirigir l'FMI.

## Lagarde, directora de l'FMI
El 28 de juny, Lagarde va ser elegida com a nova directora gerenta del Fons Monetari Internacional, des d'on propugnà polítiques d'austeritat i retallades per a superar la crisi financera iniciada el 2008. Durant el seu mandat l'FMI destacà per la seva gestió política del deute, dictant, conjuntament amb el Banc Central Europeu dures mesures d'austeritat, retallades socials, privatitzacions, desmantellament de serveis públics i de pensions a països com Grècia, al mateix temps que sorgien informacions de les seves irregularitats fiscals.
El 25 de maig de 2012, va declarar durant una entrevista al diari britànic The Guardian que "els grecs haurien de començar a ajudar-se mútuament i col·lectiva pagant tots els seus impostos" establint a més una comparança amb la situació dels infants a Níger. Es desfermà aleshores una polèmica considerable als mitjans de comunicació a Grècia i en altres països europeus. Alhora rebé més de 18.000 missatges irats a la seva pàgina de Facebook. Més endavant es feu públic que Lagarde, com a directora general de l'FMI, es beneficiava d'un estatus fiscal de funcionària internacional que li permetia de no haver de pagar impostos sobre el seu salari de 380.989 euros anuals. L'octubre del 2019 fou rellevada al capdavant de l'FMI per Kristalina Gueorguieva.
El desembre del 2016, el Tribunal de Justícia de la República declarà Lagarde culpable de negligència i d'ús inapropiat de fons públics amb motiu d'una compensació de més de 400 milions d'euros que el govern francès concedí el 2008 a l'empresari Bernard Tapie, amic de Sarkozy, per danys i prejudicis en la venda d'una de les seves empreses quan Lagarde era ministra d'Economia, però aquesta sentència no anava acompanyada de cap sanció ni condemna penal.
L'1 de novembre de 2019 assumí la presidència del Banc Central Europeu.

## Reconeixements
L'any 2004 se li concedí la Legió d'Honor en el grau de cavaller.